# Про заходи боротьби зі злочинністю серед неповнолітніх
Постанова РНК СРСР, ЦВК СРСР від 7 квітня 1935 року № 3/598 «Про заходи боротьби зі злочинністю серед неповнолітніх» — нормативно-правовий акт, прийнятий з метою якнайшвидшої ліквідації злочинності серед неповнолітніх в СРСР. Постанова була підписана Головою ЦВК СРСР М. І. Калініним, Головою РНК СРСР В. М. Молотовим і Секретарем ЦВК СРСР І. О. Акуловим. Документ був офіційно опублікований в «Известия ЦИК Союза ССР и ВЦИК» в № 81 від 8 квітня 1935 року.
Широке обговорення в публіцистиці та в ряді робіт на історичну тему про сталінську епоху отримав пункт перший постанови, відповідно до якої неповнолітніх «починаючи з 12-річного віку, викритих у скоєнні крадіжок, у заподіянні насильства, тілесних ушкоджень, каліцтв, у вбивстві або в спробах до вбивства» даним нормативним актом пропонувалося «залучати до кримінального суду із застосуванням усіх заходів кримінального покарання».

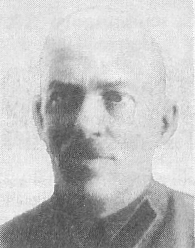
Секретар ЦВК СРСР Іван Акулов (1888 — 1937)

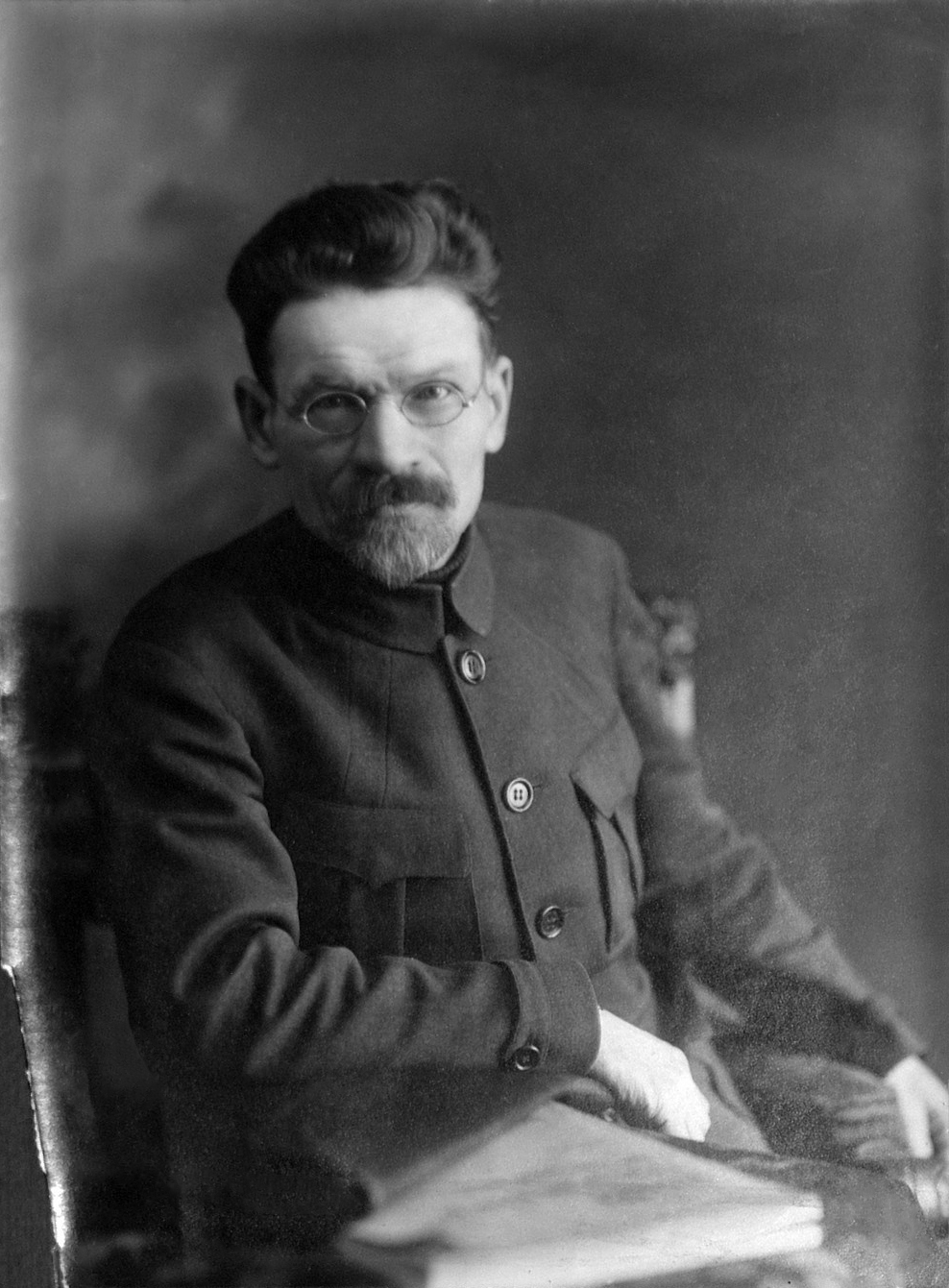
Голова ЦВК СРСР Михайло Калінін (1875 — 1946)

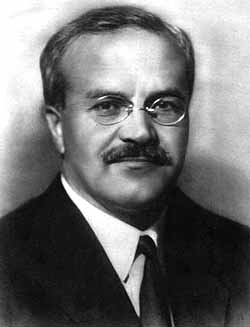
Голова РНК СРСР В'ячеслав Молотов (1890 — 1986)

## Причини прийняття
Народний комісар оборони СРСР Климент Ворошилов, що був хорошим знайомим Йосипа Сталіна ще по обороні Царицина, 19 березня 1935 році послав Сталіну, Молотову і Калініну листи з пропозицією ввести смертну кару для дітей, вказуючи на статистику дитячої злочинності в Москві і, зокрема, на поранення 9-річним хлопчиком сина заступника прокурора радянської столиці. Лист швидко дав результат у вигляді нормативно-правового акта. 8 квітня 1935 року була опублікована спільна постанова ЦВК і Раднаркому СРСР «Про заходи боротьби зі злочинністю серед неповнолітніх», що передбачала введення смертної кари з 12-річного віку.

## Зміст постанови
Даним нормативно-правовим актом ЦВК СРСР і РНК СРСР ухвалили:
|  | 1) Неповнолітніх починаючи з 12-річного віку, викритих у скоєнні крадіжок, у заподіянні насильства, тілесних ушкоджень, каліцтв, у вбивстві або в спробах до вбивства, залучати до кримінального суду із застосуванням усіх заходів кримінального покарання. 2) Осіб, викритих в підбурюванні або в залученні неповнолітніх до участі в різних злочинах, а також в примушення неповнолітніх до заняття спекуляцією, проституцією, жебрацтвом та іншим. — карати тюремним ув'язненням не менше 5 років. 3) Скасувати ст. 8 «Основних початків кримінального законодавства Союзу РСР і Союзних Республік». 4) Запропонувати Урядам Союзних республік привести кримінальне законодавство республік у відповідність з цією постановою. |

## Позов проти радіостанції «Ехо Москви» і ведучого М. Ю. Ганапольського
У грудні 2009 року онук Голови Ради Міністрів СРСР Йосипа Сталіна Євген Якович Джугашвілі подав позов на захист свого діда до радіо «Ехо Москви». Причиною стала фраза ведучого Матвія Ганапольського в передачі «Перехоплення» від 16 жовтня: «Сталін підписав указ, що можна розстрілювати дітей з 12-річного віку, як ворогів народу! Хто з виродків сміє сказати хоч слово на його захист?». Фраза вимовлена після приведення ряду цитат з книги Юрія Борєва «Сталініада». За твердженням Євгена Джугашвілі, слова Ганапольського не відповідають дійсності й порочать честь та гідність Йосипа Віссаріоновича Сталіна. Позов був поданий в Пресненський суд Москви.
Головний редактор радіостанції «Ехо Москви» Олексій Венедиктов повідомив: «Ми представили суду документи, які свідчать про те, що Сталін підписав директиви про розстріл, починаючи з 12-річного віку. Наші опоненти попросили відкласти засідання, щоб з цими документами ознайомитися». За його словами, подані документи були взяті з Росархіву, однак у позивачів виникли сумніви в їх справжності.
Пресненський суд Москви відмовився задовольняти претензії Джугашвілі.